# VI Reunião Ordinária do Conselho do Mercado Comum
A VI Reunião Ordinária do Conselho do Mercado Comum ocorreu em agosto de 1994, na cidade de Buenos Aires.

## Participantes
Representando os estados-membros
- Itamar Franco
- Carlos Menem
- Luis Alberto Lacalle
- Juan Carlos Wasmosy Monti

## Decisões
A reunião produziu onze decisões.